# Wallner (Familienname)
Wallner ist ein Familienname aus dem deutschsprachigen Raum.

## Namensträger

### A
- Agnes Wallner (1824–1901), deutsche Theaterschauspielerin
- Alarich Wallner (1922–2005), österreichischer Komponist und Dirigent
- Alexander Wallner, eigentlicher Name von Alesandrion (* 1961), österreichischer Maler, Grafiker, Raumgestalter und Autor
- Anja Haider-Wallner (* 1979), österreichische Politikerin (Grüne)
- Anton Wallner (1758–1810), salzburgischer Abwehrkämpfer gegen Bayern und Franzosen
- Arnulf Wallner (1936–1975), deutscher Maler, Zeichner und Grafiker
- August Wallner (1906–1965), deutscher Oberinspektor und Politiker (SPD), MdL Bayern

### B
- Bertha Antonia Wallner (1876–1956), deutsche Musikwissenschaftlerin

### C
- Carl Wallner (Schauspieler, 1859) (1859–1935), österreichischer Theaterschauspieler und -regisseur
- Carl Wallner (Schauspieler, 1861) (1861–nach 1902), österreichischer Theaterschauspieler und -direktor
- Carl Raimund Wallner (1881–1934), deutscher Mathematiker
- Charlotte Wallner (1867–1928), deutsche Schauspielerin
- Christian Wallner (Schriftsteller) (1948–2010), österreichischer Schriftsteller, Kolumnist und Kabarettist
- Christian Wallner (Fußballspieler) (* 1971), österreichischer Fußballspieler
- Claus Wallner (1926–1979), deutscher Maler und Grafiker

### E
- Elisabeth Kales-Wallner (1951–2005), österreichische Operettensoubrette und Kammersängerin
- Érika Wallner (1941–2016), argentinische Schauspielerin
- Ernst M. Wallner (1912–2007), deutscher Soziologe, Pädagoge und Hochschullehrer in Heidelberg

### F
- Ferdl Wallner (* 1930), österreichischer Skispringer
- Franz Wallner (Schauspieler, 1810) (1810–1876), österreichischer Schauspieler, Theaterdirektor und Schriftsteller
- Franz Wallner (Schauspieler, 1854) (1854–1940), deutscher Schauspieler, Theaterdirektor und Schriftsteller
- Franz Wallner (Politiker) (1883–1956), österreichischer Politiker (CS), Burgenländischer Landtagsabgeordneter
- Franz Wallner-Basté (1896–1984), deutscher Übersetzer, Autor, Publizist, Rundfunkintendant und Senatsrat in Berlin
- Friedrich Wallner (Politiker) (1809–1879), österreichischer Jurist und Politiker, Salzburger Landtagsabgeordneter
- Friedrich Wallner (Philosoph) (* 1945), österreichischer Philosoph und Wissenschaftstheoretiker

### G
- Georg Wallner (1906–?), deutscher Jurist und Landrat
- Gerlinde Wallner (* 1982), österreichische Radiomoderatorin

### H
- Hans Wallner (Schauspieler) (1865–1941), österreichischer Schauspieler
- Hans Wallner (Politiker) (* 1950), deutscher Politiker (CSU)
- Hans Wallner (Skispringer) (* 1953), österreichischer Skispringer
- Hans Maria Wallner (1860–1913), österreichischer Dirigent, Komponist und Pianist
- Heinrich Wallner (* 1941), österreichischer Skilangläufer
- Helmut Wallner (1910–1984), deutscher Physiker
- Herbert Wallner (* 1963), österreichischer bildender Künstler
- Hubert Wallner (Moderator) (1941–2018), österreichischer Moderator
- Hubert Wallner (Koch) (* 1976), österreichischer Haubenkoch

### I
- Irene Wallner, österreichische Opernsängerin (Alt) und Musikpädagogin

### J
- Johan Wallner (* 1965), schwedischer Skirennläufer
- Johann Wallner (1826–1896), österreichischer Musiker und Komponist
- Johannes Wallner (* 1988), deutscher Koch
- Josef Wallner (Politiker, 1898) (1898–1983), österreichischer Politiker (ÖVP)
- Josef Wallner (Politiker, 1902) (1902–1974), österreichischer Politiker (CSP, ÖVP)
- Josef Wallner (Politiker, 1908) (1908–1991), deutscher Politiker (WAV, DP)
- Julia Wallner (* 1974), deutsche Kunsthistorikerin und Museumsdirektorin

### K
- Kalle Wallner (* 1972), deutscher Musiker (Gitarre)
- Karl Wallner (Heimatforscher) (genannt Wallner-Vetter; 1878–1949), österreichischer Heimatforscher
- Karl Wallner (Widerstandskämpfer) (1908–1945), österreichischer Widerstandskämpfer (ermordet im KZ Mauthausen)
- Karl Wallner (Ordenspriester) (* 1963), österreichischer Ordenspriester und Hochschulrektor
- Karl Maria Wallner (1861–1916), österreichischer Kapell- und Chormeister, Musikpädagoge, Komponist und Dirigent
- Katharina Wallner (1891–1969), österreichische Malerin
- Kurt Wallner (* 1958), österreichischer Politiker (SPÖ)

### L
- Laura Wallner (* 1998), österreichische Freestyle-Skierin
- Leo Wallner (1935–2015), österreichischer Unternehmer
- Leo Wallner (Priester) (1931–2013), österreichischer Jesuit
- Lukas Wallner (* 2003), österreichischer Fußballspieler

### M
- Manfred Wallner (1848–1923), deutscher Glasbläsermeister
- Manuel Wallner (* 1988), österreichischer Fußballspieler
- Markus Wallner (Politiker) (* 1967), österreichischer Politiker (ÖVP)
- Markus Wallner (Fußballspieler) (* 1996), österreichischer Fußballspieler
- Marina Wallner (* 1994), deutsche Skirennläuferin
- Mark Wallner (* 1999), deutscher Tennisspieler
- Martha Wallner (1927–2018), österreichische Schauspielerin
- Mathias Wallner (1828–1898), österreichischer Kirchenmusiker und Komponist
- Matthias Wallner (* 1975), österreichischer Skispringer
- Max Wallner (1891–1951), deutscher Librettist, Liedtexter, Komponist und Drehbuchautor
- Michael Wallner (* 1958), österreichischer Schauspieler, Regisseur und Autor

### N
- Nadine Wallner (* 1989), österreichische Skisportlerin

### O
- Otto Wallner (1895–1971), deutscher Bauwirtschaftsmanager und Baugenossenschaftsfunktionär

### P
- Paul Wallner, Pseudonym von Richard von Muth (1848–1902), österreichischer Lehrer, Germanist und Schriftsteller
- Paul Wallner (Boxer) (1910–1977), deutscher Boxer
- Peter Wallner (* 1960), österreichischer Arzt, Medizinjournalist und Publizist

### R
- Ralph Wallner (* 1968), deutscher Sänger, Schauspieler, Musiker und Autor
- Regina Wallner (* 1978), deutsche Moderatorin, Redakteurin und Sprecherin
- Reinhard Wallner (* 1960), österreichischer Barpianist
- Roman Wallner (Fußballspieler, 1967) (* 1967), österreichischer Fußballspieler
- Roman Wallner (Fußballspieler, 1982) (* 1982), österreichischer Fußballspieler
- Rudolf Wallner (1903–1944), österreichischer Beamter und Widerstandskämpfer gegen das Dritte Reich

### S
- Sandra Wallner (* 1968), österreichische Ernährungswissenschaftlerin und Politikerin, siehe Sandra Holasek
- Silvan Wallner (* 2002), schweizerisch-österreichischer Fußballspieler
- Simon Wallner (Politiker) (* 1970), österreichischer Politiker (ÖVP)
- Simon Wallner (Skirennläufer) (* 1987), österreichischer Skirennläufer
- Stefan Wallner (* 1971), österreichischer Politiker, Bundesgeschäftsführer der Grünen
- Susi Wallner (1868–1944),  österreichische Schriftstellerin und Heimatdichterin

### T
- Teut Wallner (1923–2018), deutsch-schwedischer Psychologe und Graphologe
- Thomas Wallner (Politiker) (1938–2024), Schweizer Politiker (CVP)
- Thomas Wallner (Segler) (* 1965), österreichischer Segler
- Thomas Wallner (Regisseur) (* 1966), deutscher Regisseur
- Thomas Wallner (Fußballspieler) (* 1973), österreichischer Fußballspieler
- Thomas Wallner (Skibergsteiger) (* 1978), österreichischer Skibergsteiger

### V
- Valentina Wallner (* 1990), schwedische Eishockeytorhüterin
- Viktor Wallner (1922–2012), österreichischer Landespolitiker und Bürgermeister (ÖVP)

### W
- Wilhelm Wallner, deutscher Fußballspieler (Saison 1924/25 Carl Zeiss Jena)
- Wolfgang Wallner (1884–1964), österreichischer Bildhauer
- Wolfram Wallner (* 1943), deutscher Grafiker